# 虞城县站
虞城县站，原名马牧集站，位于河南省虞城县城关镇，建于1915年，是陇海铁路上的一个三等站。虞城县站每日有开往首都北京、省会郑州、上海、宝鸡、太原、连云港东、烟台、兰州、青岛和乌鲁木齐等地的旅客列车经停，邮政编码为476300。
虞城县站原属于济南铁路局徐州车务段，2008年3月25日起划归上海铁路局，成为上海局和郑州局的局界站，是上海铁路局的西北大门。目前客运：办理旅客乘降；行李、包裹托运；货运：办理整车、零担货物发到。